# Manfred Kelkel
Manfred Kelkel, né le 15 janvier 1929 à Siersburg (en Sarre, alors sous occupation française) et mort à Lannion le 19 avril 1999, est un compositeur de musique contemporaine et musicologue français.
Élève de Darius Milhaud au Conservatoire, il s'intéresse à la musique du compositeur russe Alexandre Scriabine, dont les dernières œuvres — de Prométhée au Mystère — influencent ses propres compositions. Ses travaux sur Scriabine et une certaine esthétique ésotérique de la musique font autorité.

## Biographie
Manfred Kelkel est né le 15 janvier 1929 à Siersburg, dans le Land de Sarre alors sous occupation française.

### Études et publications
Élève de Darius Milhaud au Conservatoire, Manfred Kelkel éprouva toujours envers son ancien maître « une sincère admiration et une reconnaissance presque filiale même si, sur le plan esthétique, il suivit des voies divergentes ».
À partir de 1969, le compositeur reprend des études universitaires, obtenant le doctorat de troisième cycle et le doctorat d'État de musique et musicologie, « avec des travaux qui, depuis, font autorité dans leurs domaines », de son étude À la recherche de la musique polynésienne traditionnelle, en ethnomusicologie, au doctorat d'État sur la musique lyrique au début du XXe siècle (Naturalisme, vérisme et réalisme dans l'opéra). Sa thèse de troisième cycle, consacrée au compositeur russe Alexandre Scriabine (Scriabine, sa vie, l'ésotérisme et le langage musical dans son œuvre), constitue un moment décisif dans sa carrière.
Jacques Viret évoque, dans ses souvenirs, un homme « d'une simplicité, d'une modestie et d'une affabilité parfaites », lui faisant rencontrer Marina Scriabine, fille du compositeur du Mystère, dont l'Acte préalable présente un accord de douze sons qui le transportait d'enthousiasme.
Parmi les nombreuses publications de Manfred Kelkel, Jean-Jacques Velly retient surtout l'ouvrage Musique des mondes, paru en 1988, « ouvrage unique en son genre, qui fait la synthèse de ses deux activités de compositeur et de musicologue ».

### Enseignement
Manfred Kelkel a occupé un certain nombre de postes importants dans les domaines de l'édition musicale et de l'enseignement supérieur. Directeur musical de 1957 à 1978 aux Éditions Heugel, il est chargé de cours aux universités de Paris IV, Metz, Strasbourg II et Paris XII de 1974 à 1981, avant d'être nommé professeur à l'université de Lyon II, de 1985 à 1991, année où il est titularisé à Paris IV.
Passionné par la musique arabe traditionnelle et la musique russe du début du XXe siècle, il est le directeur de thèse d'André Lischke, lui-même futur spécialiste de la musique de Tchaïkovski et du groupe des Cinq.

### Composition
Passionné par les civilisations orientales et les pratiques occultes, Manfred Kelkel décide, à partir de Tabula Smaragdina (faisant référence à la Table d'émeraude), d'appliquer à ses compositions « de manière rationnelle et cohérente des principes issus de l'ésotérisme chinois, de la géomancie arabe et des opérations alchimiques, jouant sur les correspondances insoupçonnées unissant les mandalas bouddhiques, les diagrammes hermétiques, les carrés magiques et l'art des sons ».
Jean-Jacques Velly a entrepris une brève analyse de son langage musical. Dans le domaine de la mélodie, l'écriture est « régie par trois données essentielles : le total chromatique, un emploi modal de la mélodie et une utilisation d'échelles symétriques artificielles ». Dans le domaine harmonique, son œuvre « s'inspire des derniers travaux de Scriabine et utilise abondamment des accords plus ou moins complexes proches du total chromatique », dans une polytonalité où « la mélodie et l'harmonie s'articulent sur des points de repère solides, même si la syntaxe musicale qui en découle n'a rien de commun avec la tonalité au sens étroit ».
« Admirateur de Berlioz et de la grande école orchestrale germanique du XIXe siècle », son écriture orchestrale « se singularise par une mise en valeur du timbre instrumental dans laquelle la pensée musicale fait immédiatement corps avec sa réalisation orchestrale ». Dans le domaine de l'orchestration, sa maîtrise et son originalité ont été reconnues très tôt, notamment par Henri Dutilleux. Jacques Viret voit en Manfred Kelkel un « alchimiste des sons ».
Dans le domaine du rythme, la science du professeur et du compositeur se rejoignent dans ses partitions. Philippe Reynal évoque un « véritable casse-tête pour les étudiants ! »
Manfred Kelkel est mort à Paris le 18 avril 1999, peu de temps après la parution de sa biographie et analyse complète des œuvres de Scriabine.

## Œuvres

### Symphonies
- Symphonie n°1 « Per aspera ad astra » op.34, commande de Radio France (1983), créée le 19 octobre 1995
- Symphonie n°2 « Architectura Cælestis » op.40 (1986/87)

### Concertos
- Concertino pour violoncelle et orchestre de chambre op.4 (1955)
- Rhapsodie pour saxophone et orchestre op.12 (1962)
- Concerto pour basson op.13 (1963)
- Concerto de Zagreb pour guitare et orchestre op.19 (1969)

### Œuvres pour orchestre
- Musique funèbre pour hautbois et orchestre op.5 (1954/61)
- Hommage à Mozart, pour orchestre à cordes op.7 (1956)
- Ostinato et Mazel Tov, ouverture sur un thème de Darius Milhaud op.11 (1960)
- Suite de danses hongroises pour orchestre op.18 (1967)
- Ouverture sur un thème de Darius Milhaud (d'après l'op.11) op.21 (1971)
- Tombeau de Scriabine d'après les esquisses de l'Acte préalable d'Alexandre Scriabine, op.22 (1972/1973) avec l'autorisation des héritiers du compositeur[14]
- Tabula Smaragdina, mandalas sonores pour piano, percussions, chœur et petit orchestre op.24 (1975-1978)
- Ming Tang, poème symphonique pour orchestre de chambre op.39 (1990)

### Musique de chambre et d'ensemble
- Toccata pour piano op.2/1 (1952) / pour hautbois et piano op.2/2 (1969)
- Divertimento pour hautbois, clarinette et basson op.3 (1952)
- Quatuor à cordes n° 1 op.6 n°1 (1955)
- Quatuor à cordes n° 2 op.6 n°2 (1956)
- Sonatine pour hautbois (ou flûte à bec) et piano op.9 (1959)
- Suite pour hautbois (ou flûte à bec), célesta et gong op.10 (1959)
- Laterna magica pour clarinette, basson, trompette, violon, piano et percussion op.16 (1964)
- Miniatures pour le petit Alexandre, 7 chansons enfantines pour piano sans n° d'opus (1964)
- Danses aux miroirs, pour harpe, piano, célesta et quatuor à cordes op.20 (1969/1970)
- Deux pièces pour harpe seule (Melancolia et Mirabilis) op.23 (1970)
- Castalia pour flûte et bande sonore op.25 (1979)
- Talisman, mandala sonore pour 3 trombones et echo analogique op.28 (1981)
- Crachat de lune pour célesta (ou piano) et percussions op.29 (1981)
- Saturnalia pour 3 altos et bande magnétique op.30 (1982)
- Tan Matra, mandala sonore pour 5 ondes Martenot ou quintette à vent op.31 (1981/1982)
- Athanor, pour ensemble variable op.32 (1983)
- Irigangi pour cor et écho analogique op.35 (1984)
- Malinconia pour guitare solo op.26 (1985)
- Rongorongo pour cor des Alpes et cor de basset op.36 (1985)
- Quatuor à cordes n° 3 op.38 (1992)
- Enigma, figures géométriques pour orgue op.41 (1997)

### Musique vocale
- Mélodies d'automne, pour chant et piano, op. 1 (1950).
- Chanson à boire, pour chœur d'hommes, op. 15 (1961).
- Les Voix de l'au-delà, mystère d'après Victor Hugo pour récitant, solistes, chœur, bande magnétique et orchestre, op. 27 (1980/1981).

### Musique de scène
- Le Cœur froid, ballet avec chœur op.8 (1956/1958)
- La Mandragore, psychodrame en un acte op.17 (1965/1966)
- V.I.T.R.I.O.L.[note 1],[15] spectacle audiovisuel d'après Les Noces chymiques de Johann Valentin Andreae, pour récitant, bande magnétique et petit ensemble, op.33 (1983)
- Aux armes, citoyens, action populaire pour récitant, 2 chœurs mixtes et bande magnétique, op.37 (1989)
- Lady L, émission radiophonique d'après Romain Gary, op.42 (1997)

### Ouvrages de Manfred Kelkel

#### Ouvrages généraux
- Manfred Kelkel, À la découverte de la musique polynésienne traditionnelle, Paris, P.O.F., 1981, 143 p. (ISBN 2-7169-0155-4)
- Manfred Kelkel, Naturalisme, vérisme et réalisme dans l'opéra : de 1890 à 1930, Paris, Vrin, 1984, 532 p. (ISBN 978-2-7116-4253-3)
- Manfred Kelkel, Musique des mondes : essai sur la métamusique, Paris, Vrin, 1988, 240 p. (ISBN 978-2-7116-4263-2)
- Manfred Kelkel, La musique de ballet en France de la Belle époque aux Années folles, Paris, Vrin, 1992, 330 p. (ISBN 978-2-7116-4273-1, lire en ligne)

#### Monographies
- Manfred Kelkel, Le Mythe de la fatalité : dans le Pauvre matelot de Jean Cocteau et Darius Milhaud, Paris, Vrin, 1985, 198 p. (ISBN 2-7116-4257-7, lire en ligne)
- Manfred Kelkel, Albert Roussel : musique et esthétique, Paris, Vrin, 1989, 352 p. (ISBN 2-7116-4267-4, lire en ligne)
- Manfred Kelkel, Alexandre Scriabine : un musicien à la recherche de l'absolu, Paris, Fayard, 1999, 412 p. (ISBN 2-213-60365-0)

### Ouvrages sur Manfred Kelkel
- Jean-Jacques Velly, Le dessous des notes : voies vers l'ésosthétique. Hommage au professeur Manfred Kelkel, Paris, Presses Paris Sorbonne, 2001, 442 p. (ISBN 2-84050-209-7, ISSN 1275-2622, lire en ligne)
Jean-Jacques Velly, « Préface », pp. 5-15.
Jacques Viret, « L'alchimiste des sons : Manfred Kelkel compositeur », pp. 251-263.
Jean-Jacques Velly, « De la tradition classique aux spéculations ésotériques », pp. 286-295.
Philippe Reynal, « In memoriam Manfred Kelkel », pp. 391-393.
Janine Cizeron: Musigraphies et mandalas sonores dans l'œuvre de Manfred Kelkel.

### Ouvrages cités dans l'article
- Philippe G. Kerbellec, Comment lire Raymond Roussel : cryptanalyse, Paris, Jean-Jacques Pauvert, 1988, 264 p. (ISBN 978-2-87697-035-9)